# LPGA Tour 1950
De LPGA Tour 1950 was het eerste officiële seizoen van de Ladies Professional Golf Association Tour. Het seizoen begon met het Tampa Women's Open, in januari 1950, en eindigde met het Hardscrabble Women's Invitational, in oktober 1950. Er stonden 15 toernooien op de agenda.

## Kalender
| Data  | Data  | Toernooi                          | Stad         | Winnaar           | Score | Score | Info                                       |
| ----- | ----- | --------------------------------- | ------------ | ----------------- | ----- | ----- | ------------------------------------------ |
| 19-01 | 22-01 | Tampa Women's Open                | Tampa        | Polly Riley am    | 295   | –5    | Opgericht in 1947                          |
| 16-03 | 19-03 | Titleholders Championship         | Augusta      | Babe Zaharias     | 298   | +10   | Opgericht in 1937                          |
| 29-04 | 30-04 | Pebble Beach Weathervane          | Pebble Beach | Babe Zaharias     | 158   | +18   |                                            |
| 06-05 | 07-05 | Chicago Weathervane               | Chicago      | Louise Suggs      | 160   | +12   |                                            |
| 13-05 | 14-05 | Cleveland Weathervane             | Cleveland    | Babe Zaharias     | 145   | –7    |                                            |
| 20-05 | 21-05 | New York Weathervane              | New York     | Louise Suggs      | 155   |       |                                            |
| 21-05 | 21-05 | 144 Hole Weathervane              |              | Babe Zaharias     | 629   |       | Totale score van de Weathervane-toernooien |
| 26-05 | 28-05 | Eastern Open                      | Newton       | Patty Berg        | 217   |       | Opgericht in 1949                          |
| 22-06 | 24-06 | Women's Western Open              | Denver       | Babe Zaharias     | 5 & 3 | 5 & 3 | Runner-up: Peggy Kirk; opgericht in 1930   |
| 05-08 | 08-08 | All American Open                 | Niles        | Babe Zaharias     | 296   | –16   | Opgericht in 1943                          |
| 10-08 | 13-08 | World Championship                | Niles        | Babe Zaharias     | 293   |       | Opgericht in 1948                          |
| 21-09 | 23-09 | Sunset Hills Open                 | Carrollton   | Babe Zaharias     | 293   |       | Nieuw toernooi                             |
| 28-09 | 01-10 | US Women's Open                   | Wichita      | Babe Zaharias     | 291   | –9    | Opgericht in 1946                          |
| 12-10 | 13-10 | Women's Texas Open                | Fort Worth   | Beverly Hanson am | 1up   | 1up   | Runner-up: Patty Berg; opgericht in 1933   |
| 10-07 | 13-07 | Hardscrabble Women's Invitational | Fort Smith   | Mo Martin         | 287   | –1    | Runner-up: Betsy Rawls; opgericht in 1945  |

| Majors |  | am = amateur |

1950 ·
1951 ·
1952 ·
1953 ·
1954 ·
1955 ·
1956 ·
1957 ·
1958 ·
1959 ·
1960 ·
1961 ·
1962 ·
1963 ·
1964 ·
1965 ·
1966 ·
1967 ·
1968 ·
1969 ·
1970 ·
1971 ·
1972 ·
1973 ·
1974 ·
1975 ·
1976 ·
1977 ·
1978 ·
1979 ·
1980 ·
1981 ·
1982 ·
1983 ·
1984 ·
1985 ·
1986 ·
1987 ·
1988 ·
1989 ·
1990 ·
1991 ·
1992 ·
1993 ·
1994 ·
1995 ·
1996 ·
1997 ·
1998 ·
1999 ·
2000 ·
2001 ·
2002 ·
2003 ·
2004 ·
2005 ·
2006 ·
2007 ·
2008 ·
2009 ·
2010 ·
2011 ·
2012 ·
2013 ·
2014 ·
2015